# THE OVERSEAS
『THE OVERSEAS』（ジ・オーバーシーズ）は、FM802で2023年4月6日から放送されているラジオ番組。DJは深町絵里。

## 概要
2023年4月の改編より始まった番組。UKロック好きとして知られる深町による洋楽を中心とした番組構成となっている。海外のチャート紹介をはじめ、ゴシップ紹介や注目されるスターの名言や歌詞の紹介といった、洋楽の楽曲やアーティストを少し身近に感じられるようなトピックスを紹介するほか、現地の音楽シーンや来日アーティストへのインタビューも紹介される。
番組公式のX（旧Twitter）ハッシュタグは『#OVERSEAS802』。

## 放送時間
- 毎週木曜日 0:00 - 3:00（水曜深夜）（2023年4月6日 - ）

## DJ
- 深町絵里

代演
- 長谷部悠生（Kroi、2025年7月17日[注 1]）
- 益田英知（Kroi、2025年7月17日[注 1]）

## コーナー

### 0時台
THE OVERSEAS WORLD NEWS
前週放送後にリリースされた気になる洋楽5曲や海外アーティストの気になるニュースを紹介するコーナー。

### 1時台
海外チャート紹介
UKとUSの週間シングルチャートを紹介するコーナー。
TODAY’S LINES
海外アーティストの名言や洋楽ナンバーの歌詞を紹介するコーナー。

### 2時台
TEENAGE KICKS
深町が気になる海外インディーズアーティストを紹介するコーナー。また、リスナーからも気になる海外インディーズアーティストを募集し、紹介する。

## その他
- 番組内でインタビューした様子やTEENAGE KICKSのコーナーは、SpotifyのPodcastで限定配信している。